# Lột đồ vay tiền
Lột đồ vay tiền là hình thức vay tiền thế chấp ảnh khỏa thân hoặc video khỏa thân của người vay. Các chủ nợ bắt con nợ phải thế chấp ảnh hoặc video nếu như họ không có bất cứ tài sản nào thế chấp khi vay tiền. Với ảnh chụp khỏa thân hoặc video khỏa thân bị chủ nợ nắm giữ, con nợ buộc phải mau chóng trả nợ theo hạn định để tránh bị trừng phạt bằng tung ảnh hoặc video lên mạng xã hội. Hình thức này giống như lấy danh dự cá nhân ra thế chấp để vay tiền. Lột đồ vay tiền xuất hiện ở Việt Nam từ năm 2021, được ghi nhận là đã xuất hiện tại Trung Quốc vào năm 2016.

## Mô tả
Khi cần một số tiền nhiều người sẽ đi vay, nhưng một số trong đó không có tài sản thế chấp và cũng không có khả năng nào giúp họ vay theo hình thức tín chấp từ ngân hàng, thường thì họ sẽ vay các tín dụng đen. Do không có gì làm tin, họ buộc phải cởi hết quần áo chụp ảnh khỏa thân hoặc quay lại video khỏa thân để cho chủ nợ tín dụng đen giữ làm tin. Chủ nợ sẽ giữ hình hoặc video người vay tiền không còn bất cứ quần áo nào trên người và họ phải phô ra các chỗ kín nhất trên cơ thể. Trong lúc khỏa thân họ phải cầm giấy Chứng minh nhân dân, bằng lái xe, chụp kèm, hoặc cầm các giấy tờ đó trên tay trong khi quay video khỏa thân. Họ phải nói rõ ràng trong video về tên họ, năm sinh, số CMND và nói rõ "ngày hôm nay ... tôi có vay của anh/chị ... số tiền là ... đồng". Theo mô tả từ một cô gái 18 tuổi ở Tiền Giang vay 3 triệu VND phải thế chấp các ảnh chụp ở 3 góc khác nhau và 1 đoạn phim, tất cả phải khỏa thân. Hình thức này có thể thực hiện thông qua ứng dụng trên mạng, gửi ảnh và video khỏa thân làm tin, sau đó người vay sẽ nhận được tiền. Những kẻ cho vay thường đăng tin cho vay tiền thông qua Facebook, Zalo, Telegram...
Cách thức cho vay này được xem là đơn giản, không đòi hỏi thế chấp tài sản, chỉ cần ảnh (hoặc video) là có thể vay tiền. Tuy nhiên, do hình thức vay là tín dụng đen nên rất nhiều người đã không trả lãi nổi. Nếu như con nợ không thanh toán các khoản vay, chủ nợ sẽ đe dọa và sau đó có thể sẽ tung ảnh và video đó lên trên mạng xã hội để làm nhục. Trong các trường hợp mà con nợ không trả tiền, hậu quả sẽ nặng nề không chỉ cho danh dự, nhân phẩm của họ mà còn ảnh hưởng tới người thân trong gia đình. Nhiều trường hợp không chỉ hình ảnh hay giấy tờ kèm theo của người vay mà còn có ảnh chụp của người thân, bạn bè của họ cũng bị tung lên mạng xã hội. Đi kèm có thể là đường link Facebook cá nhân, hộ chiếu, số điện thoại... Ngoài ra, chủ nợ sẽ phao tin để làm nhục con nợ bị các bệnh giang mai, HIV, lậu, sùi mào gà... Tất cả hành động có tính "uy hiếp tinh thần" này buộc con nợ phải mau chóng trả tiền nợ, khi nợ trả xong chủ nợ sẽ tháo gỡ các hình ảnh, video và xóa hết các tin đồn mà họ đã đăng tải.

## Hậu quả
Báo Dân trí
Các chủ nợ thường lợi dụng lợi thế trong việc họ đang nắm giữ ảnh, video người vay tiền để vi phạm các thỏa thuận vay như đòi tiền chưa tới hạn định hoặc bày vẽ các khoản lãi nặng nề vô lý. Một cô gái 20 tuổi tại Thành phố Hồ Chí Minh vay tiền theo hình thức này cho biết cô bị đòi tiền vào ngày thứ 20 trong khi hạn định là 24 ngày; một người vay tiền 26 tuổi ở Cà Mau vay 30 triệu VND nhưng buộc phải trả 80 triệu VND. Khi các khoản nợ được thanh toán khá nhiều trường hợp bị yêu sách đi kèm là đến khách sạn quan hệ tình dục; ngoài ra, cũng không có gì đảm bảo về các cam kết của chủ nợ sẽ xóa hết hình ảnh (hay video) khỏa thân của người vay.
Hình ảnh nhạy cảm bị nắm giữ và bị đe dọa tung ra khiến người vay nợ chịu đựng áp lực nặng nề từ chủ nợ. Khi chúng bị tung lên mạng người vay tiền sống trong sợ hãi, căng thẳng, nhục nhã và tủi hờn. Các nạn nhân là nữ thường chọn lựa im lặng, chịu đựng. Các chủ nợ thường có hành vi khủng bố tinh thần bằng chửi bới và đe dọa qua điện thoại trước khi họ thật sự tung ảnh, video khỏa thân người vay cho người thân xem, cũng như tung lên mạng xã hội.
Hầu hết những người vay tiền là nạn nhân của hình thức lột đồ vay tiền không trình báo với pháp luật, theo một cô gái ở Thanh Hóa: "Không thể nào nói ra. Vì quá xấu hổ và nhục nhã. Không thể nói cho bạn thân nghe. Càng không thể tâm sự với gia đình. Và chẳng dám báo công an". Những người vay tiền thường sợ bị trả thù, bị mất mặt với gia đình, xã hội. Các khoản nợ với lãi suất cao khiến con nợ trong vòng lẩn quẩn, bế tắc để giải quyết chúng. Một bộ phận người vay tiền là các cô gái hành nghề mại dâm, do không trả nổi các khoản nợ từ hình thức này họ bị chủ nợ ép buộc bán dâm liên tục để lấy tiền trả nợ; ngoài ra cũng có nhiều người khác bị ép buộc vào con đường hành nghề mại dâm. Đại tá Nguyễn Thành Long, Trưởng Công an quận Nam Từ Liêm tại Hà Nội khi so sánh hình thức này với kiểu đòi nợ thông thường đã gọi đó là "thủ đoạn tinh vi hơn, tàn nhẫn hơn".

## Pháp lý
Điều 468 Bộ luật dân sự năm 2015 quy định: "Lãi suất vay do các bên thỏa thuận. Trường hợp các bên có thỏa thuận về lãi suất thì lãi suất theo thỏa thuận không được vượt quá 20%/năm của khoản tiền vay, trừ trường hợp luật khác có liên quan quy định khác."
Điều 201 Bộ luật hình sự năm 2015, sửa đổi bổ sung năm 2017 quy định Tội cho vay lãi nặng trong giao dịch dân sự. Theo đó, "người nào trong giao dịch dân sự mà cho vay với lãi suất gấp 5 lần trở lên của mức lãi suất cao nhất quy định trong Bộ luật Dân sự, thu lợi bất chính từ 30.000.000 đồng đến dưới 100.000.000 đồng hoặc đã bị xử phạt vi phạm hành chính về hành vi này hoặc đã bị kết án về tội này, chưa được xóa án tích mà còn vi phạm, thì bị phạt tiền từ 50.000.000 đồng đến 200.000.000 đồng hoặc phạt cải tạo không giam giữ đến 3 năm".
Hình thức cho vay này tính lãi suất cao gấp 5 lần quy định của pháp luật Việt Nam, lên đến 20%/tháng; được tính là tội cho vay nặng lãi theo pháp luật hình sự.
Theo Luật sư Nguyễn Quang Hùng thì ảnh, video clip khoả thân, tài khoản iCloud, danh bạ... là thông tin cá nhân thuộc về quyền nhân thân chứ không phải quan hệ tài sản. Do đó dùng chúng để đảm bảo cho một khoản vay được xem là không hợp pháp.
Vào tháng 10 năm 2021, tại Hà Nội, công an đã triệt phá một đường dây cho vay theo hình thức này với hơn 1.000 người vay liên quan. Số tiền vay chỉ 10 đến 15 triệu nhưng họ phải trả lãi từ 30 đến 50%/tháng. Cùng thời gian, công an Quảng Bình bắt giữ một đường dây cho vay tiền theo hình thức này với lãi suất 365%/năm. Tại Thành phố Hồ Chí Minh trong đầu năm 2021, công an đã triệt phá một đường dây cho vay như thế với lãi suất 20 đến 40%/tháng.